# Course de bateaux en carton
Une course de bateaux en carton, également appelée régate de bateaux en carton, est une compétition apparue dans des universités des États-Unis. La première mention d’une course apparaît dans un exercice de conception proposé par Davis Pratt à la Southern Illinoy University en 1962.

## Concept

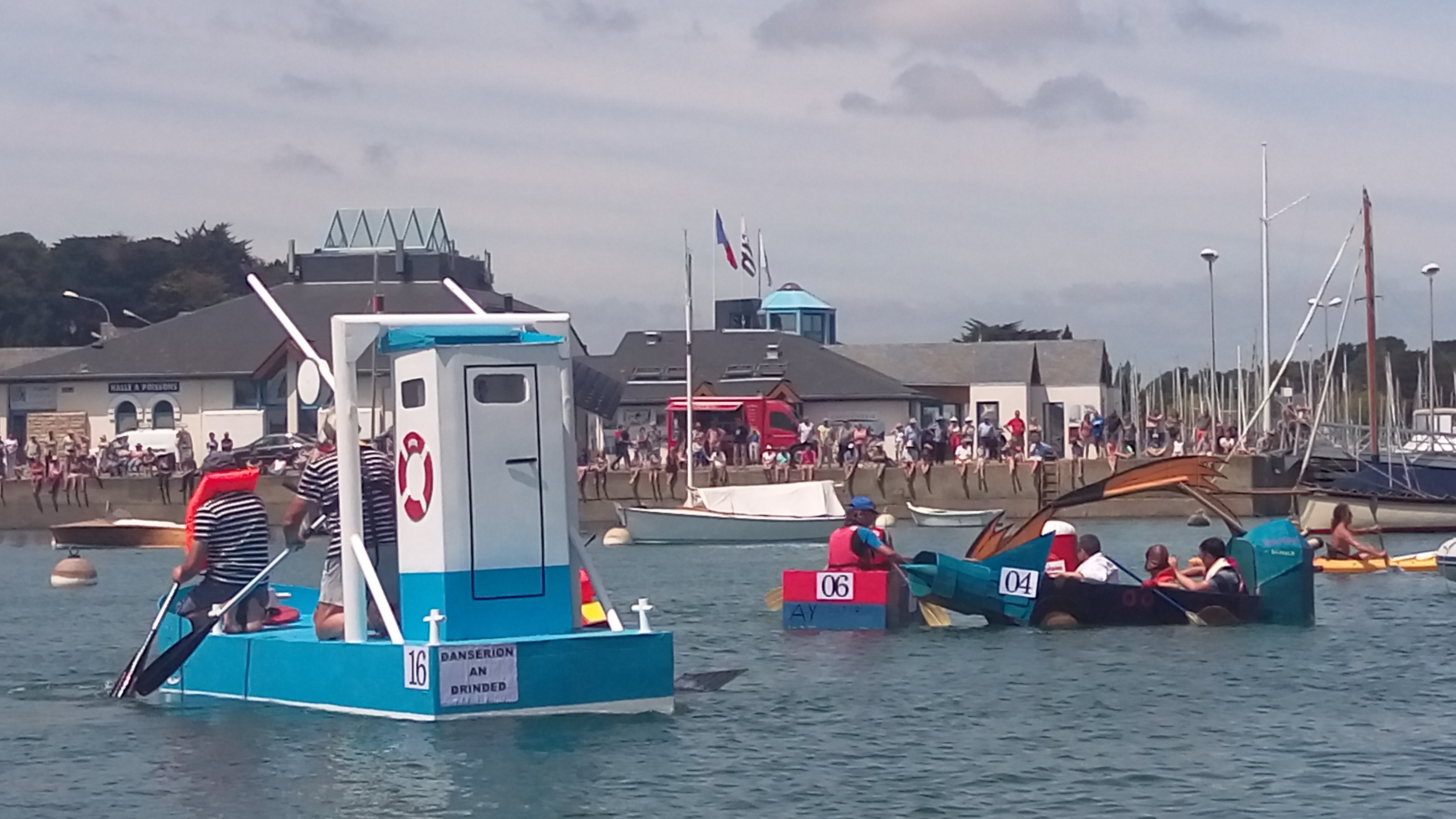
Des participants à la régate de Bateaux en carton "Ça cartonne à la Trinité"

La compétition impose aux participants un délai restreint pour la construction, ainsi qu’un nombre déterminé de feuilles de carton ondulé, de colle, de bandes cartonnées et de peinture à l'eau. Le chatterton est également souvent utilisé. 
Une fois le bateau fabriqué, les équipes doivent le faire naviguer sur un étang, une rivière ou une piscine peu profonde en utilisant des rames.
Cette formule a donné naissance à de nombreuses manifestations festives où les règles sont plus souples. Des trophées récompensent les compétiteurs (le bateau le plus rapide, le plus créatif, le naufrage le plus rapide, la navigation entre deux eaux...)
En France on compte plusieurs manifestations:
- Ça cartonne à Douarnenez[3]
- Ça cartonne à La Trinité-sur-mer[4]
- La régate en carton de Cancale (26 juillet 2015)[5]
- La régate de bateaux en carton de Chalons-en-Champagne[6]
- La course de bateaux en carton Les Sables d'Olonne
- Ça Dkartonne : régate de bateaux en carton de Dunkerque[7]
- Olé! Carton régate de bateaux en carton de l'Ile d'Oléron[8]